# 八国山緑地
東京都立八国山緑地（はちこくやまりょくち）は、東京都東村山市にある緑地であり、都立公園となっている。

## 概要
狭山丘陵の東端に位置し、北側を埼玉県所沢市に接する東西に細長い緑地。東西約1.5 km、南北約300 mほどにわたって広がる。南側には西武鉄道西武園線が通っている。園内には標高89.4 mの八国山がある（頂上地点というものは存在しない）。この八国山は、かつて上野・下野・常陸・安房・相模・駿河・信濃・甲斐の8つの国を望むことができたことに由来する（現在は樹林に囲まれて展望はない）。八国山は新田義貞が「久米川の戦い」の際に陣を張ったとされる場所であり、これに因んで尾根の東部にある塚には「将軍塚」と書かれた石碑が建てられているが、元となった塚は富士塚、あるいは古代の古墳といわれている。都県境を挟み東京都側は緑地であるが、埼玉県側は住宅地となっている。
かつて付近は、律令時代の官道である東山道武蔵路が通っていたとされ、将軍塚の付近の谷戸地形から溝または切通し跡と考えられる遺構と8世紀頃のものと思われる須恵器なども発見されている。
園内は武蔵野の面影を残しており、クヌギやコナラなどの雑木林や、原っぱとなっている。雑木林の中を散策したり、生息する野鳥や昆虫を観察したりすることができる。

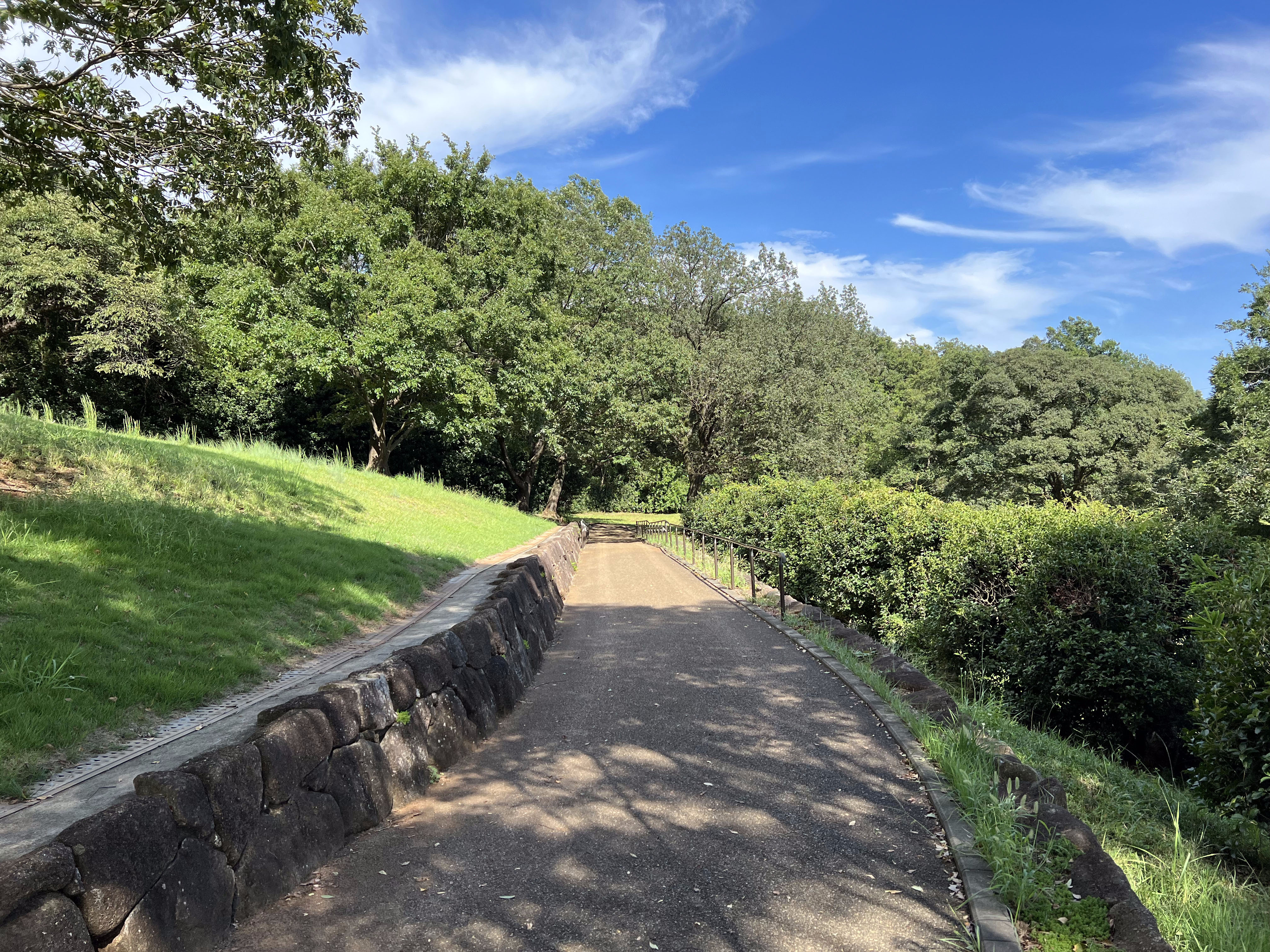
ユニバーサル園路
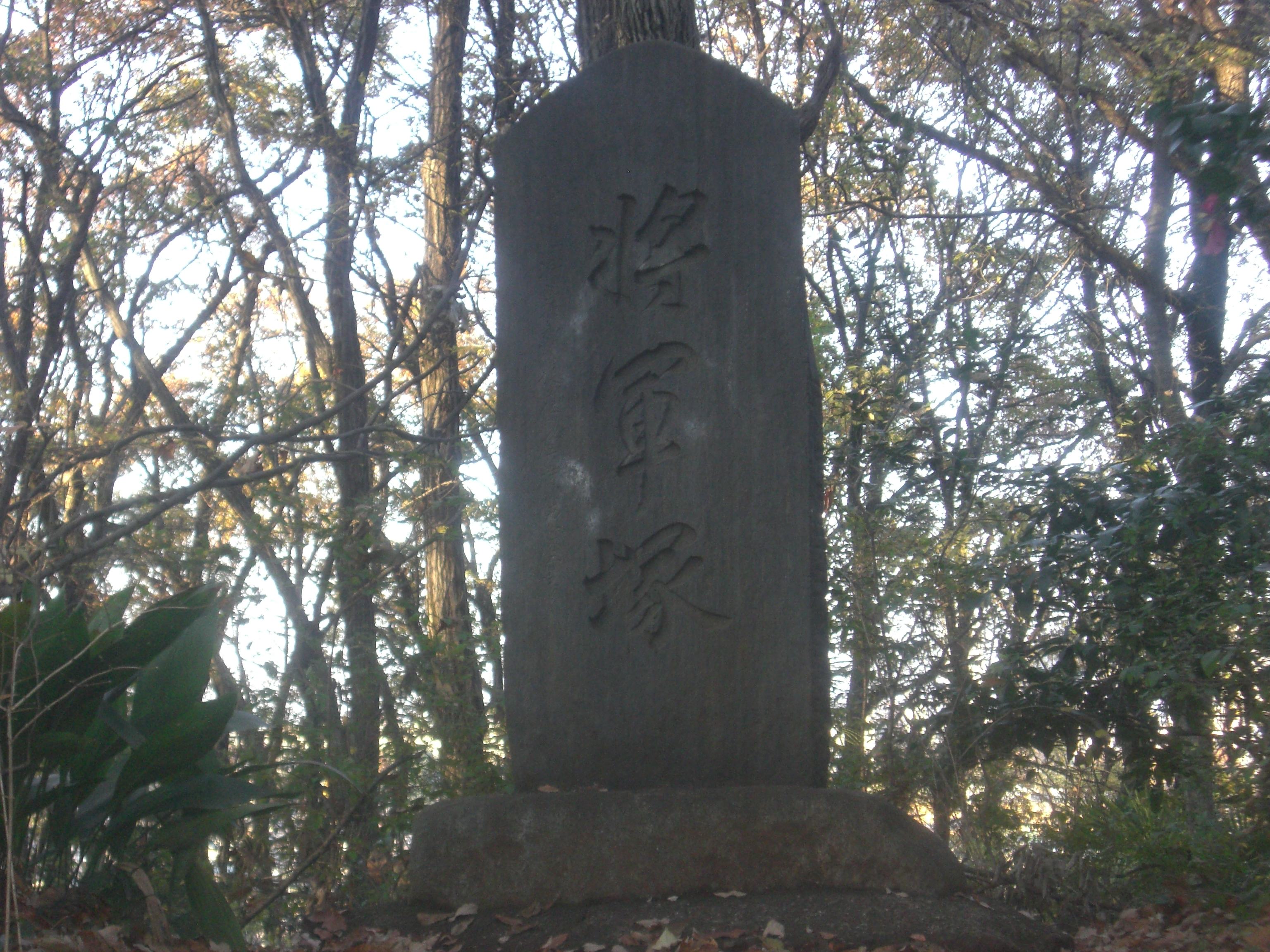
将軍塚

## 八国山たいけんの里

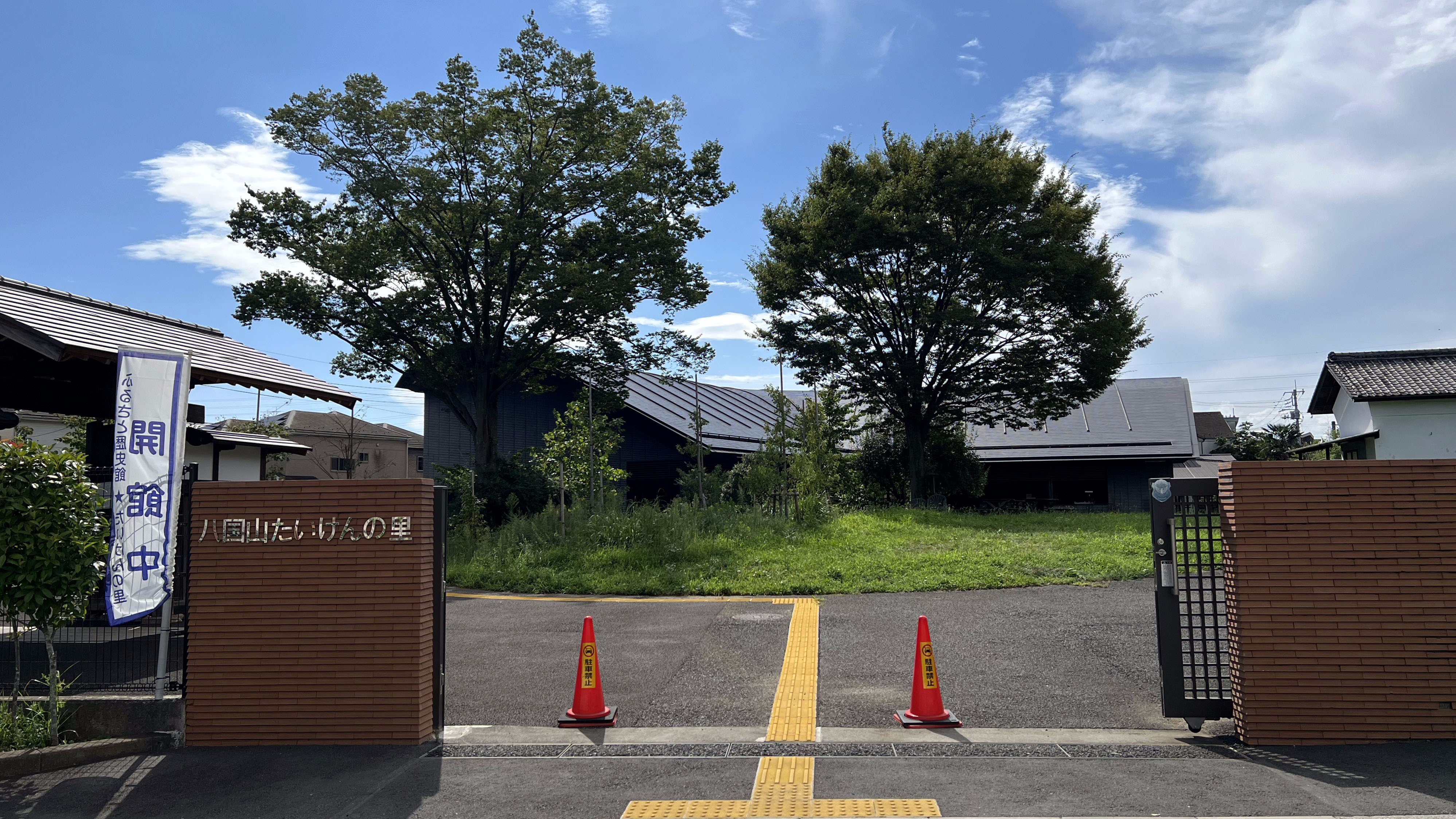

西武鉄道西武園線を挟んだ南側に2009年5月2日、東村山市立の展示・体験学習施設「八国山たいけんの里」が開館した。
- 場所：東京都東村山市野口町3丁目48番地1
- 入場料：無料
- 開館時間：9時30分から17時（入館は16時30分まで）
- 休館日: 毎週月曜日・火曜日（祝日の場合は開館し、次の平日に休館）、年末年始（12月27日から1月4日）
- 手洗所・自転車置き場あり
- 身障者用駐車場のみあり
- 下宅部（しもやけべ）遺跡出土「縄文時代の漆製品」（東京都有形文化財）所蔵
  - 下宅部遺跡・東村山市立歴史公園「下宅部遺跡はっけんのもり」

縄文時代から中世にかけての水場遺構（旧河道・池状遺構）・八国山からの地下水脈の湧水。地下に遺跡が埋没保存されている。
東京都東村山市多摩湖町4丁目3 - 4番地
「八国山たいけんの里」から宅部通りを徒歩2分
2004年5月開設
東村山市史跡・『日本の歴史公園100選』
手洗所・自転車置き場あり
駐車場はない

## となりのトトロ
アニメ映画『となりのトトロ』に登場する七国山のモデルである。また、主人公のサツキとメイの母が入院している「七国山病院」のモデルとなった新山手病院は敷地内に位置する。

## 交通
- 西武西武園線西武園駅から徒歩10分。
- 西武新宿線東村山駅から徒歩15分。
- 駐車場はない（西武園の有料駐車場を利用する方法もある）。

## 周辺
西武園線の線路をはさんで南側に北山公園がある。